# Шаповалов, Андрей Владимирович
Андрей Владимирович Шаповалов (эст. Andrei Šapovalov; 4 января 1960, Палдиски) — советский и эстонский футболист, полузащитник и нападающий.

## Биография
Занимался футболом и хоккеем с 9-летнего возраста в секции Детского стадиона Таллина (эст. Lastestaadion) у тренера Бенно Таэля. С 1975 года играл за старшую команду Детского стадиона во второй лиге чемпионата Таллина. С 1976 года выступал в высшей лиге чемпионата Эстонской ССР среди КФК за «Норму», в 1976 году стал серебряным призёром чемпионата, в 1977 году — финалистом Кубка республики. В 1978 году перешёл в таллинское «Динамо», с которым стал чемпионом (1978) и серебряным призёром (1979) первенства республики, обладателем Кубка Эстонской ССР (1979).
В 1980 году на турнире в Белоруссии был замечен и приглашён в команду мастеров — «Автомобилист» (Тирасполь), игравший во второй лиге СССР, в самой Эстонии на тот момент не было команды мастеров. В тираспольском клубе провёл полсезона и забил 2 гола. В 1981 году снова стал чемпионом Эстонской ССР с таллинским «Динамо». В 1982 году был призван на военную службу, которую проходил в Калининградской области. В 1984 году часть сезона провёл в соревнованиях мастеров в составе таллинского ШВСМ во второй лиге СССР, а также играл в чемпионате республики за «Рыбокомбинат» (Пярну) по приглашению тренера Антса Коммуссаара. В 1985 году с пярнуским клубом стал чемпионом республики. В 1986 году снова играл во второй лиге за таллинскую команду мастеров, переименованную в «Спорт». Затем до распада СССР играл за «Темпо» (чемпион Эстонской ССР 1987 года) и «Норму» (серебряный призёр 1990 и 1991 годов).
Часть сезона 1992 года провёл в клубе четвёртого дивизиона Финляндии «Каухайоен Карху». Затем вернулся в «Норму», с которой победил в двух первых сезонах независимого чемпионата Эстонии (1992, 1992/93), также стал серебряным призёром чемпионата (1993/94), обладателем (1993/94) и финалистом (1992/93) Кубка Эстонии. В 1994 году вернулся в финский клуб «Каухайоен Карху», с которым в том же году одержал победу в четвёртом дивизионе и на следующий год играл уровнем выше. В сезоне 1995/96 играл на родине за «Тевалте-Марлекор», с этим клубом стал бронзовым призёром чемпионата. Осеннюю часть сезона 1996/97 провёл в составе «Лантаны», ставшей чемпионом Эстонии. Затем выступал за «ТФМК» и в 2000 году стал бронзовым медалистом чемпионата. Последние матчи на высшем уровне провёл в 40-летнем возрасте, позднее до 43 лет продолжал играть за клубы низших лиг.
По мнению спортивного журналиста Марко Вялья, входит в число сильнейших полузащитников Эстонии советского периода.
В высшем дивизионе Эстонии сыграл 87 матчей и забил 12 голов. В составе «Нормы», «Лантаны» и ТФМК участвовал в играх еврокубков.
Окончил Ленинградский институт физкультуры (1985). С 1986 года, параллельно с игровой карьерой, работал детским тренером в Таллинской футбольной школе, «СК Копли», позднее — в таллинских «Левадии», ТФМК, «Эвересте», «Аяксе», «Легионе», юношеской сборной Эстонии. В «Аяксе» был ассистентом главного тренера взрослой команды. В 2010 году получил тренерскую лицензию «А».

## Личная жизнь
Сын Александр (род. 2003) также стал футболистом.